# Teresa Cremisi
Teresa Cremisi, née le 7 octobre 1945 à Alexandrie (Égypte), est une éditrice et dirigeante d'entreprise d'origine italienne naturalisée française.
Elle fut présidente-directrice générale du groupe Flammarion regroupant les éditions Flammarion, J'ai lu, Casterman, Autrement et Fluide glacial jusqu'en mai 2015. Depuis l’acquisition de Flammarion par Madrigall en 2013, elle était également l’une des dirigeantes de la holding Madrigall dirigée par Antoine Gallimard, dont elle avait été le bras droit de 1989 à 2005.
En 2015, Teresa Cremisi quitte son poste de PDG de Flammarion. De janvier 2016 à janvier 2019, elle a présidé la commission d'avance sur recettes du Centre national du cinéma et de l'image animée (CNC).
Elle siège au conseil d'administration du musée d'Orsay et de la BNF. Depuis 2018, elle est l'auteure d'une chronique hebdomadaire au Journal du dimanche. En septembre 2021, elle est nommée Présidente de la maison d'édition italienne Adelphi.

## Biographie
Fille d'un chef d'entreprise italien et d'une sculptrice espagnole et anglo-indienne, Teresa Cremisi est élevée dans la langue française. Elle suit ses études en Égypte, au pensionnat catholique français de Notre-Dame de Sion d'Alexandrie. Elle quitte l'Égypte avec sa famille après la crise du canal de Suez en 1956 pour s'installer à Milan. Elle entre au lycée Marcelline et obtient un diplôme de langue et littérature étrangères à l'université Bocconi.
Débutant comme lexicographe pour les dictionnaires des éditions Garzanti à Milan, entre 1963 et 1966, elle devient tour à tour responsable du département scolaire (1966-1972), directrice de fabrication (1972-1979), directrice littéraire (1979-1985), puis codirectrice générale (1985-1989) de cette maison d'édition. En parallèle, elle travaille pour la Rai (1972-1980) et les journaux l'Espresso et la Stampa (1979-1989).
Antoine Gallimard, rencontré lors de la Foire du livre de Francfort, l'appelle à ses côtés comme directrice éditoriale de Gallimard en avril 1989. Gestionnaire du catalogue de Gallimard, elle s'intègre au Paris littéraire, se lie aux auteurs et aux critiques. Surnommée « le Premier ministre » par Philippe Sollers, elle obtient le prix Goncourt en 2000 et 2001 avec Ingrid Caven et Rouge Brésil, et le prix Médicis en 2001 et 2004 avec Le Voyage en France de Benoît Duteurtre et La Reine du silence de Marie Nimier. Elle s'occupe des collections principales et des grands auteurs, contribue à faire signer de nouvelles plumes, et négocie les contrats étrangers. Dans le même temps, les éditions Gallimard développent leur offre, et lancent Harry Potter en France.
En 2005, elle crée la surprise au sein du milieu de l'édition par sa nomination à la tête de Flammarion, sur fond de rumeurs de conflits de pouvoir grandissants avec Antoine Gallimard, que les deux récusent.
Souhaitant développer le secteur littérature, ainsi que le format poche, elle négocie l'arrivée d'auteurs comme Christine Angot, Jean-Christophe Rufin, Yasmina Reza et Catherine Millet, et crée une nouvelle collection destinée aux débats d'actualité, Café Voltaire, du nom de l'ancien établissement de la place de l'Odéon dont le département littérature de Flammarion occupe les locaux.
Flammarion crée des coups médiatiques tels que la sortie de La Tragédie du président de Franz-Olivier Giesbert en 2006, la publication de L'Aube le Soir ou la Nuit de Yasmina Reza durant la campagne présidentielle de 2007 et celle d’Ennemis publics de Michel Houellebecq et Bernard-Henri Lévy à la rentrée 2008,. En 2010, la maison obtient son premier Goncourt en 30 ans, avec La Carte et le Territoire de Michel Houellebecq. Sous son égide, Flammarion crée en partenariat avec Gallimard et Le Seuil, la plateforme de distribution de livres numériques Eden.
En 2012, elle doit gérer la vente du groupe Flammarion par RCS MediaGroup. Antoine Gallimard, son ancien patron, s'en porte acquéreur, et la nomme, en octobre 2013, directrice générale chargée du développement éditorial du nouveau groupe Madrigall, né du rapprochement des deux maisons d'édition.
Elle a siégé au conseil d'administration de RCS MediaGroup, du théâtre de l'Europe Odéon. Elle a également été vice-présidente d'Action contre la faim entre 2003 et 2006.

## Distinctions

### Décorations
- Officière de l'ordre des Arts et des Lettres
- Officière de la Légion d'honneur Elle est promue officière par décret du 31 décembre 2012[15]. Elle était chevalier du 13 juillet 2004.
- Commandeure de l'ordre national du Mérite Elle est promue commandeure par décret du 14 novembre 2016[16]. Elle était officière en date du 16 mai 2008.

### Prix
- Prix Littéraire des Rotary Clubs de Langue Française[17] 2015
- Prix Méditerranée 2016

## Ouvrages
- La Triomphante, Éditions des Équateurs, 2015  (ISBN 9782849904077)
  - prix Méditerranée 2016
  - Prix Littéraire des Rotary Clubs de Langue Française 2015
  - Chroniques du désordre, Folio Gallimard, 2021